# Wassyl Chmeljuk
Wassyl Mychajlowytsch Chmeljuk (ukrainisch Василь Михайлович Хмелюк, englisch Vasyl Khmeluk; * 3. Juli 1903 in Beresiwka, Oblast Winnyzja; † 2. November 1986 in Paris) war ein ukrainischer post-impressionistischer Maler und Dichter, Vertreter der ukrainischen Avantgarde.

## Leben und Wirken
Wassyl Chmeljuk, der Sohn eines Ingenieurs und einer Hausfrau, wuchs mit seinen drei Geschwistern in Beresiwka (heute ein Teil von Schmerynka) auf. Schon in jungen Jahren förderten Chmeljuks Eltern sein Interesse an der Malerei, indem sie ihm ein Atelier im eigenen Haus einrichteten und einen privaten Kunstlehrer engagierten. Im Alter von fünfzehn Jahren brach Chmeljuk das Gymnasium ab, um der Armee der Ukrainischen Volksrepublik beizutreten und an der Seite seines Bruders Ilko zu kämpfen. In dieser Zeit begegnete er dem Dichter Jewhen Malanjuk. Als 1920 das gesamte ukrainische Territorium von der Roten Armee okkupiert wurde, waren die Brüder Chmeljuk zur Emigration gezwungen.
1921–23 studierte Wassyl Chmeljuk an der Akademie der Bildenden Künste Krakau bei Władysław Jarocki, 1926–1927 an der Philosophischen Fakultät der Karls-Universität und am Ukrainischen Studio für plastische Kunst in Prag. Er gehörte der linken Gruppe Oktoberkreis an, die von seinem Freund Antin Pawljuk in Prag gegründet wurde. Ein Anhänger des Dadaismus, Surrealismus und Futurismus, experimentierte Chmeljuk auch als Dichter. In Prag veröffentlichte er auf eigene Kosten drei Sammlungen Gedichte in ukrainischer Sprache: Gin (1926), Herbstsonne und Gedichte von 1923-1926 und 1928 (1928).
Im Jahr 1928 zog der Künstler nach Paris, wo er sich ganz der Malerei widmete. Chmeliuk malte Blumen, Stillleben, Landschaften und Porträts. Er nutzte schnelle pastose Pinselstriche und expressive Farben in einer eher dunklen Farbpalette. In Paris wurde er von den Ambroise Vollard und Sergei Schtschukin erkannt und gefördert. In den 1930er Jahren wurden seine Bilder in England, Italien und der Schweiz ausgestellt. Ab 1943 arbeitete er mit der Galerie von Durand-Ruel zusammen, die für ihn Ausstellungen in Paris, New York, Genf, Marbach und München, Köln und London organisierte. Wassyl Chmeljuk beteiligte sich aktiv an der Pariser Gruppe ukrainischer Künstler, zu der auch Oleksa Hryschtschenko, die Brüder Wyrst, Mychajlo  Andrijenko-Netschytajlo zählten. Nach seiner ersten unglücklichen Ehe heiratete er 1959 zum zweiten Mal ein viel jüngeres spanisches Model.
Wassyl Chmeljuk starb am 2. November 1986 in Paris und wurde auf dem Friedhof Montparnasse beigesetzt.
Chmeljuks Werke befinden sich in zahlreichen Privatsammlungen, im Kunstmuseum Luzern, im Kunsthaus Zürich, im Kunstmuseum Basel, im Museum für Moderne Kunst in Paris, im Musée de l’Orangerie, in Lwiw und in Stockholm.